# Петров, Валерий Иванович (музыкант)
Вале́рий Ива́нович Петро́в (16 мая 1929, Воронеж, СССР — 21 мая 2008, Москва, Россия) — советский и российский дирижёр, композитор, педагог. Заслуженный деятель искусств РСФСР (1989), доцент (1990). Сын заслуженного деятеля искусств РСФСР, дирижёра, композитора и педагога Ивана Васильевича Петрова.

## Биография
Валерий Иванович Петров родился 16 мая 1929 года в Воронеже. В 1943 году окончил Музыкальное училище при Московской консерватории по классу трубы Михаила Иннокентьевича Табакова. С 1943 по 1945 годы воспитанник оркестра Военно-политической академии имени В. Л. Ленина, а затем срочнослужащий оркестра Военной академии имени М. В. Фрунзе.
В 1949 году окончил Высшее училище военных дирижёров по инструментовке у Николая Павловича Иванова-Радкевича, по дирижированию у своего отца Ивана Васильевича Петрова и по классу трубы у Табакова. В 1954 году прошёл адъюнктуру при Институте военных дирижёров. 
Похоронен на Ваганьковском кладбище. 